# Kerk van Oosterleek
De kerk van Oosterleek is een voormalige hervormde kerk in de Noord-Hollandse plaats Oosterleek.

## Geschiedenis
Er heeft op deze plaats een oudere kerk gestaan, die gewijd was aan Sint Nicolaas. De huidige kerk is omstreeks 1690 gebouwd. Een gevelsteen draagt het jaartal 1695. In 1875 werd de kerk ingrijpend vernieuwd. De laatste renovatie dateert van 1996. De kerk heeft een torentje in de vorm van een dakruiter met een uurwerk dat gemaakt is door de firma Eijsbouts. De kerk heeft tot 1972 dienstgedaan voor de erediensten van plaatselijke hervormde gemeente. Daarna is het gebouw verkocht evenals het interieur. Kansel en doophek zijn naar Katwijk verhuisd en de kroonluchters naar Venhuizen. Na de renovatie van 1996 doet de kerk onder meer dienst als centrum voor natuureducatie en geschiedenis. In het centrum wordt aandacht besteed aan de betekenis van de Westfriese Omringdijk voor dit gebied. Ook fungeert het gebouw als officiële trouwlocatie van de gemeente Drechterland, tevens worden er exposities gehouden en vinden er concerten plaats.
Het kerkgebouw is erkend als rijksmonument. Aan de noordelijke gevel bevindt zich een oorlogsmonument ter herinnering aan de verzetsstrijder Dirk Roos. Aan de achterzijde van de kerk is een schelpenkerkhof. De bodem van het kerkhof is bedekt met een dikke laag schelpen.